# Quezon City

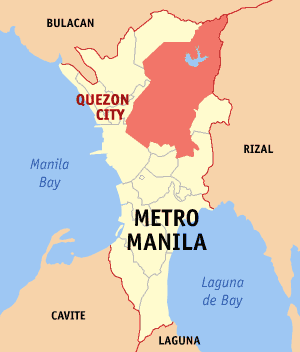
Quezon Citys läge i Metro Manila.

Quezon City är en stad på ön Luzon i Filippinerna. Den ligger i Metro Manila och är landets folkrikaste stad med 2 761 720 invånare (2010) på en yta av 166 km². Staden var huvudstad i landet mellan åren 1948 och 1976 för att därefter efterträdas av Manila.
Staden är indelad i 142 smådistrikt, barangayer, varav samtliga är klassificerade som tätortsdistrikt.

## Borgmästare
- 5. Norberto S. Amoranto, 1 januari 1954–31 mars 1976
- 6. Adelina Santos Rodriguez, 31 mars 1976–14 april 1986
- 7. Brigido Simon, Jr., 14 april 1986–30 juni 1992
- 8. Ismael A. Mathay, Jr., 30 juni 1992–30 juni 2001
- 9. Feliciano Belmonte, Jr., 30 juni 2001–30 juni 2010
- 10. Herbert Bautista, 30 juni 2010–30 juni 2019
- 11. Joy Belmonte, 30 juni 2019–

Denna lista hämtas från Wikidata. Informationen kan ändras där.